# 茂みの中の欲望
『茂みの中の欲望』（しげみのなかのよくぼう、原題：Here We go Round The Mulberry Bush）は、1967年のイギリス映画。

## 概要
ハンター・デイヴィスの小説をクライヴ・ドナーが映画化。製作・監督を務め、ハンター・デイヴィス自身も脚本で参加した青春映画である。異性に興味津々の高校生の遍歴をさわやかに描く佳作映画。当時無名のバリー・エバンスはオーディションで200以上の中から選ばれ、これが俳優デビューとなった。

## 内容
女の子に興味津々のジェイミー（エバンス）は女の子にモテたくても、いつも理想と現実の間で悶々としていた。そんなジェイミーにもチャンス到来し女の子誘うも結局失敗する。さらに別の女の子と恋を重ねていくが…。

## キャスト
- バリー・エバンス　(声:富山敬)
- ジュディ・ギーソン　(声:菊池晴子)
- ヴァネッサ・ハワード
- アンジェラ・スコーラー
- シーラ・ホワイト
- ダイアン・キーン
- クリストファー・ティモシー
- デンホルム・エリオット

※三重テレビ「虹のロードショー」　1982年9月20日放送版